# Gora Veternička
Gora Veternička is een plaats in de gemeente Novi Golubovec in de Kroatische provincie Krapina-Zagorje. De plaats telt 283 inwoners (2001).